# Dolichopeza pyramidata
Dolichopeza pyramidata är en tvåvingeart som beskrevs av Alexander 1956. Dolichopeza pyramidata ingår i släktet Dolichopeza och familjen storharkrankar. Arten förekommer i Uganda. Inga underarter finns listade i Catalogue of Life.